# Bandera de Gibraltar

Dimensiones: 1:2.

La bandera de Gibraltar fue regularizada en 1982. Contiene los elementos que componen el escudo de Gibraltar, que fue otorgado por una Real Orden de la reina Isabel de Castilla el 10 de julio de 1502.
Está compuesta por dos franjas horizontales, de color blanco la superior y de rojo la inferior. El grosor de la franja blanca es doble respecto a la roja. En el centro de la franja superior aparece representado un castillo almenado con tres torres. De la puerta del castillo pende una llave de oro y que figura en el centro de la banda roja.

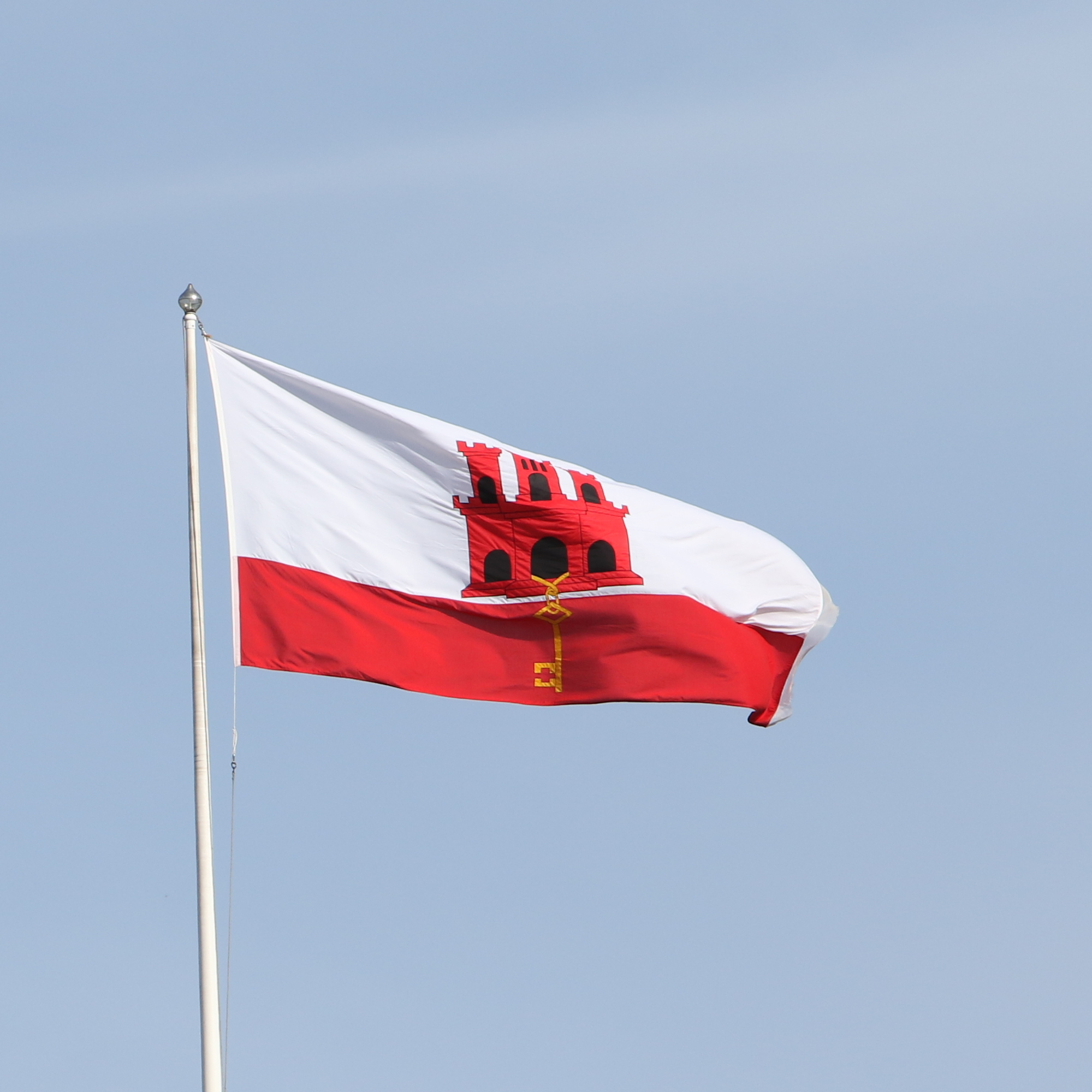
Bandera de Gibraltar, Londres

Esta bandera difiere en su diseño del esquema habitual que poseían las banderas de las colonias británicas, el Pabellón Azul, que es una bandera de color azul oscuro que incorpora en uno de sus cuadrantes superiores la bandera de Reino Unido (Union Jack).

## Banderas históricas

Cruz de Borgoña, bandera española de ultramar. (1506-1701); bandera histórica usada irregularmente hasta 1793.
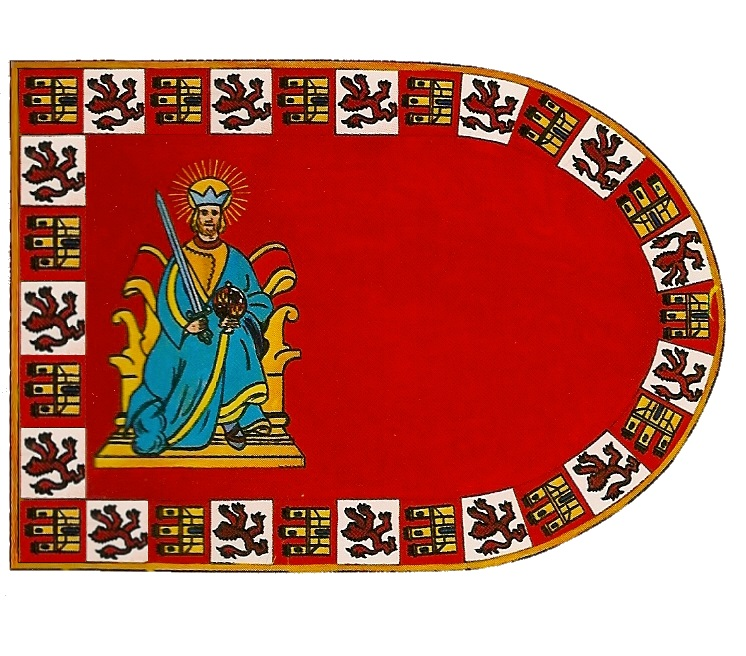
Bandera del Reino de Sevilla.

## Otras banderas

La bandera británica ondea en Gibraltar desde 1713.
Insignia del Gobierno de Gibraltar.
Bandera civil y de la marina mercante.
Estandarte del gobernador de Gibraltar.

- Datos: Q33037
- Multimedia: Flags of Gibraltar / Q33037